# Eerste officier

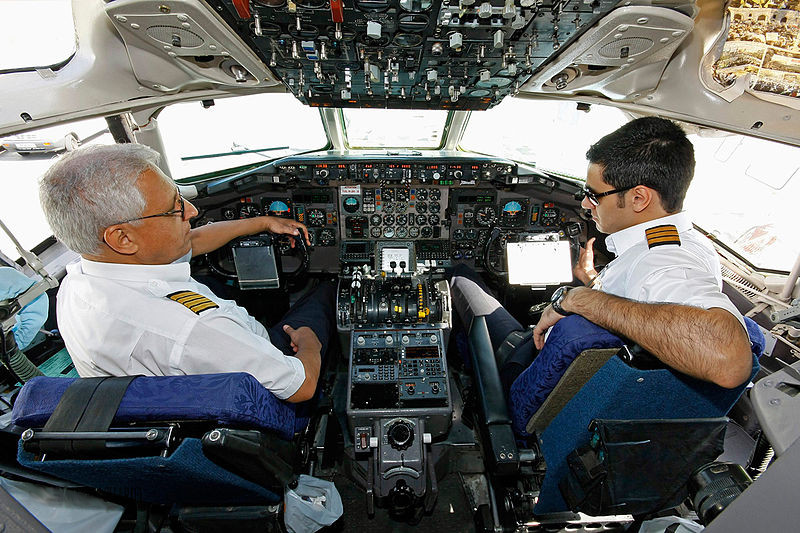
Eerste officier (rechts)

De term eerste officier wordt gebruikt in de luchtvaart en in de scheepvaart.

## Eerste officier in de luchtvaart
In de burgerluchtvaart wordt de eerste officier vaak copiloot of first officer (FO) genoemd. Aan boord van het vliegtuig is de gezagvoerder eerst verantwoordelijke piloot voor het vliegtuig. In rang daarna volgt dan de eerste officier en eventueel (op langere vluchten) de tweede officier.
Het daadwerkelijke vliegen (van start tot en met landing) wordt normaal gesproken tussen de gezagvoerder en de eerste officier verdeeld, waarbij één piloot het vliegtuig vliegt (pilot flying), en de ander assisteert (pilot monitoring). Op de terugweg worden dan de rollen meestal omgedraaid. Op deze manier blijven beide piloten ervaring in het besturen van het vliegtuig opdoen. Dit neemt niet weg dat ook wanneer de co-piloot het toestel vliegt, de uiteindelijke verantwoordelijkheid voor het toestel en de inzittenden altijd bij de gezagvoerder ligt.
Meestal is de gezagvoerder de oudste en meest ervaren vlieger aan boord van het vliegtuig. Luchtvaartmaatschappijen promoveren piloten doorgaans op interne senioriteit (datum indiensttreding bij de maatschappij). Hierdoor kan het voorkomen dat een eerste officier ouder is of meer vlieguren heeft dan de gezagvoerder. Deze ervaring heeft hij dan bijvoorbeeld bij vorige maatschappijen of als militair vlieger opgedaan. Bij het binnenstromen in een luchtvaartmaatschappij moet elke piloot echter opnieuw onderaan op de senioriteitslijst beginnen.
Normaal gesproken zit een co-piloot in een vliegtuig rechts, in een helikopter daarentegen links.

## Eerste officier in de scheepvaart
Bij de marine is de eerste officier (EO) de hoogste aanwezige officier na de commandant. De EO is in die hoedanigheid ook plaatsvervangend commandant en verantwoordelijk voor de dagelijkse gang van zaken aan boord van marineschepen.
In de burgerscheepvaart heeft de eerste stuurman dezelfde taken als een eerste officier.